# Lomographa hebetior
Lomographa hebetior là một loài bướm đêm trong họ Geometridae.